# Silvia Bacher
Silvia Bacher (Buenos Aires, 16 de mayo de 1958) es una periodista, docente, autora y gestora social argentina. Magíster en Comunicación y Cultura (Universidad de Buenos Aires). En su recorrido profesional y académico se especializó en la trama que se teje entre cultura, educación y comunicación.
Representante Regional de América Latina y Caribe de la Alianza Global de la UNESCO para la Alfabetización Mediática e Informacional (Período 2023-2025). 
Está reconocida con el UNESCO Media and Information Literacy Award otorgado por la UNESCO MIL  Alliance por sus aportes a la construcción del campo de la comunicación y educación. 

## Trayectoria
Silvia Bacher nació en Buenos Aires. Se graduó como maestra (Escuela Normal N° 1 «Presidente Roque Sáenz Peña»), Profesora en Letras (Instituto Superior del Profesorado "Dr. Joaquín V. González") y Magíster en Comunicación y Cultura (Universidad de Buenos Aires)
Se desempeñó como docente en diversos niveles educativos, en sus inicios profesionales fue maestra en la escuela de Comunidad Bet El, reconocida por su compromiso con los Derechos Humanos. Desde 2018 es profesora en la Facultad Latinoamericana de Ciencias Sociales (FLACSO).
Colaboró en diversos medios gráficos (La Nación, Perfil, Página 12, Clarín), radiales (Radio Nacional, Radio Continental, Radio con Vos, Radio Ciudad) y televisivos (Televisión Pública Argentina, Canal Metro).
Desde 2009 produce y conduce Rayuela, programa por el que fue reconocida con el Premio Martin Fierro y es columnista de educación en Radio Nacional entre 2019 y 2023.
Produce y conduce el Podcast Rayuela-Silvia Bacher publicado en Spotify
Produjo y condujo el Podcast Más Allá del Aula de UNESCO en cada episodio entrevista a personalidades de la cultura y la educación. Publicado en Spotify
Condujo La niñez en juego ,el podcast de Fundación Arcor en cada episodio, diálogos con reconocidos especialistas Latinoamericanos sobre las infancias y sus derechos en el centro de la escena. Publicado en Spotify
Es autora de los libros Navegar entre culturas. Educación, Comunicación y Ciudadanía digital (Paidós), Tatuados por los Medios, Dilemas de la Educación en la Era Digital (Paidós) y Diálogos sobre comunicación y juventud (UNESCO). Escribe artículos en revistas académicas y de divulgación nacionales e internacionales.
Recibió, entre otros reconocimientos, el UNESCO Media and Information Literacy Alliance Award (2020), el Primer, el Martin Fierro - Categoría cultural educativa (2018) y Premio Periodismo de la Universidad de Buenos Aires a la divulgación de contenidos Educativos (2009)
Fundó en 2004 y lidera la asociación civil Las Otras Voces, declarada de interés educativo por el Ministerio de Educación de la Nación Argentina, la Legislatura de la Ciudad de Buenos Aires y de interés por la Honorable Cámara de Diputados de la Nación, por sus aportes para la promoción de los derechos a la educación y a la comunicación.
Desde Las Otras Voces diseña y dirige programas de comunicación, educación y juventud con apoyo de organismos nacionales e internacionales. Red Nacional de radios escolares Aprender con la Radio, Radios por la Educación, (UNICEF), Red Regional Entre jóvenes. Comunicación y VIH (UNESCO), Programa de Radio en escuelas rurales y de frontera (UNICEF), “Voces e imágenes de los jóvenes del MERCOSUR” (UNESCO- OEI), Jóvenes y Alcohol (Gobierno de la Ciudad de Buenos Aires), Puedo Decidir (UNICEF, PNUD), Cultura Comunicación y Género (Mecenazgo cultural GCBA), entre otros.
Es presidenta del jurado del Premio VivaLectura 2024 organizado por la Fundación Santillana, la Organización de Estados Iberoamericanos y el Ministerio de Educación de la Nación.
Coordina la Red interuniversitaria euroamericana de investigación sobre competencias mediáticas, ALFAMED en Argentina desde 2009.
Diserta en congresos y seminarios en América y Europa y ha publicado artículos en revistas académicas y de divulgación nacionales e internacionales sobre temas vinculados a la Alfabetización Mediática e Informacional (desde una perspectiva de derechos a la comunicación y educación).
Fue becaria del Salzburg Semminar (2000) y de Eisenhower Fellowship (2001) donde integró el Comité de seguimiento en temas de género a nivel global (2014-2019). Fue pasante en UNESCO París, en el área de Comunicación e información.
Integra desde 2021 la Alianza UNESCO para la Alfabetización Mediática e Informacional. 
Forma parte del Consejo Consultivo Nacional de la Comunicación Audiovisual en la Infancia (CONACAI) desde su creación en 2011.
Es miembro del comité internacional de revisores de la Revista Científica Comunicar.
Convocada por Laura Devetach, quien fuera su maestra durante 7 años, se desempeñó primero como tallerista y luego como Coordinadora General del Programa Periodismo, Comunicación y Educación del Gobierno de la Ciudad de Buenos Aires (1988-2002). Desde esa coordinación impulsó la formación de docentes y de  estudiantes de escuelas públicas, en la producción de medios de comunicación (radio, revistas, audiovisual). Desde ese espacio también se llevaron adelante acciones como La Escuela Pública se muestra en medios, Diálogo entre chicos y periodistas, Los medios en la media, entre otras.

## Distinciones
- UNESCO Media and Information Literacy Alliance Award[7]
- Martín Fierro Categoría cultural / educativo (APTRA, 2018)
- Primer Premio al Periodismo - Divulgación de Contenidos Educativos (Universidad de Buenos Aires, 2009)
- Eisenhower Fellow[23] (2001)
- Salzburg Semminar (2001)[20]
- UNESCO Paris (2000)
- Premio Pregonero (Feria Internacional del Libro)

## Libros
- Silvia Bacher, Navegar entre culturas. Educación, Comunicación y Ciudadanía digital, 2016, Paidos[24][25]
- Silvia Bacher, Tatuados por los Medios, Dilemas de la Educación en la Era Digital, 2009, Paidós[26][10]
- Silvia Bacher, Diálogos sobre comunicación y juventud, 2004, UNESCO[27]